# Sigibert Chromý
Sigibert Chromý (také Sigobert nebo Sigebert) (? – cca 509?) byl franským králem v oblasti kolem dnešních měst Zülpich (latinsky Tolbiac) a Kolín nad Rýnem. Byl pravděpodobně zraněn v bitvě u Tolbiaka proti Alamanům. Podle Řehoře z Tours, byl zavražděn svým synem Chloderichem na popud franského krále Chlodvíka I., někdy po svém vítězství nad Vizigóty v roce 507. Chlodvik poté obvinil Chlodericha z vraždy a nechal ho zabít. Tímto způsobem se Chlodvík I. stal králem rýnských Franků. Řehoř z Tours popisuje, že Chloderich byl zavražděn ve stejném spiknutí, ve kterém byl zabit i franský král Chararich. Předtím Chlodvik zabil franského krále Ragnachara a jeho bratry. Po všech těchto vraždách Řehoř píše, že Chlodvik bědoval, že odstranil všechny blízké, což znamená, že mezi jeho vlastními oběťmi byli blízcí příbuzní.